# Nathaniel Bacon
Nathaniel Bacon (ur. 2 stycznia 1647 w Suffolk w Anglii, zm. 18 albo 26 października 1676 w Yorktown) – przywódca rebelii w Wirginii, którą wzniecił celem przejęcia władzy.

## Życiorys

### Wczesne życie i wyjazd do Ameryki
Urodził się w Suffolk w Anglii 2 stycznia 1647 roku. Był krewnym słynnego filozofa sir Francisa Bacona. Ukończył studia prawnicze na Uniwersytecie w Cambridge. Zamieszany w próbę oszustwa sądowego, którego celem było pozbawienie klienta należnego mu spadku, został decyzją rodziny wysłany do Ameryki do Wirginii – ówczesnej angielskiej kolonii. Dzięki protekcji kuzyna oraz żony gubernatora Wiliama Berkeleya otrzymał tam dwie posiadłości ziemskie, w tym jedną położoną 48 km od Jamestown stolicy Wirginii. Wsparcie gubernatora pozwoliło mu też uzyskać miejsce w lokalnym zgromadzeniu kolonii.

### Wojna z Indianami
W społeczeństwie Wirginii w tym okresie narastały sprzeczności. Mieszkańcy terenów przygranicznych czuli się pozbawieni wpływu na politykę władzy. Podczas tzw. wojny indiańskiej w latach 1675-1676 osadnicy na terenach przygranicznych, pozbawieni pomocy ze strony gubernatora musieli bronić się sami, co zaowocowało ich niezadowoleniem i niechęcią wobec administracji. W tej sytuacji Bacon postanowił wziąć sprawy obrony granicy w swoje ręce. Sformował z osadników oddziały milicji i po uzyskaniu pomocy Indian z plemienia Occaneechi (mieszkających nad rzeką Roanoke) zaatakował Indian Susquehann. Zgodnie z umową zawartą przez Bacona z sojusznikami cały łup zdobyty w walce miał przypaść Indianom Occaneechi. Jednak po zwycięstwie Bacon zażądał części łupów dla siebie, a wobec odmowy, zaatakował swoich sprzymierzeńców. Zwycięskiego Bacona powitano w Jamestown jak bohatera, ale gubernator Berkeley uznał jego samowolne działanie za zdradę i 26 maja 1676 roku polecił go aresztować. Bacon ukorzył się przed gubernatorem i odzyskał wolność 5 czerwca 1676.

### Początek buntu
Skrucha jednak nie trwała długo, Bacon szybko zebrał liczącą 500 osób armię i ruszył z nią na Jamestown. 23 czerwca wkroczył do miasta i zażądał od zgromadzenia kolonii powierzenia mu stanowiska dowódcy wszystkich sił walczących z Indianami, grożąc w razie sprzeciwu otwarciem ognia. Zastraszone zgromadzenie przystało na jego żądania. Mianowany dowódcą wyruszył przeciwko Indianom. Tym razem uderzył na zaprzyjaźnione z kolonistami plemię Pamukey, zabijając lub uprowadzając w niewolę wielu jego członków. Tymczasem gubernator Berkeley wykorzystując zaangażowanie Bacona w walkę z Indianami, postanowił pozbawić go dowództwa. Nie udało mu się uzyskać poparcia wojska. Również większość plantatorów z Wirginii popierało Bacona i stało po jego stronie. We wrześniu, Bacon, uprzedzony o zamiarach gubernatora, przerwał swoje operacje przeciwko Indianom i ruszył na Jamestown. 13 września wierne mu oddziały, wykorzystując wzięte do niewoli żony lojalnych w stosunku do gubernatora deputowanych do zgromadzenia, uderzyły na miasto. Berkeley dysponując zbyt małymi siłami do obrony wycofał się na wschodnie wybrzeże, zaś Bacon zajął i spalił miasto.

### Upadek rebelii
Na wybrzeżu Berkeley zaczął organizować nową armię do walki przeciw Baconowi, który w tym czasie dążył do stworzenia własnego państwa z części Wirginii i Karoliny Północnej w sojuszu z Holandią i Francją. Jednak ofensywa wojsk Berkeleya zmusiła go do odwrotu spod Jamestown i schronienia się w Yorktown. Tam w październiku 1676 roku zmarł na dyzenterię, a wzniecona przez niego rebelia dobiegła końca wraz z jego śmiercią. Jej efektem było znaczne zniszczenie kolonii, która długo potem musiała się odbudowywać.